# ريجي اروسيمينا
ريجي اروسيمينا (بالإسبانية: Reggie Arosemena) (9 سبتمبر 1986 ببنما - ) هو لاعب كرة قدم بنمي في مركز الوسط. شارك مع منتخب بنما تحت 20 سنة لكرة القدم ومنتخب بنما لكرة القدم. أما مع النوادي، فقد لعب مع Club Deportivo Universitario ‏ وAlianza F.C. (Panama) ‏ وسبورتينغ سان ميغيليتو وRío Abajo F.C. ‏ ونادي تاورو ‏.

## وصلات خارجية
- ريجي اروسيمينا على موقع قاعدة بيانات كرة القدم.إي يو (الإنجليزية)
- ريجي اروسيمينا على موقع ناشيونال فوتبول تيمز (الإنجليزية)
- ريجي اروسيمينا على موقع Soccerway.com (الإنجليزية)